# Королівський драматичний театр
Королівський драматичний театр, Драматен (швед. Kungliga Dramatiska Teatern) — шведський національний театр. Заснований у 1788 в Стокгольмі як придворний театр. Ведучий театр Швеції.

## Історія
Даний театр був заснований в Стокгольмі в 1788 р.. Сучасна будівля в стилі «ар-нуво» була споруджена в 1908 р. за проектом архітектора Фредріка Лілльєквіста. Окрасою театру займалися Карл Міллєс і Карл Улоф Ларссон. Відкрився театр 18 лютого 1908 р. постановкою історичної драми Августа Стріндберга «Майстер Улоф».
Театром, серед інших, керували Улоф Муландер (1934—1938), Рагнар Юсефсон (1948—1951), Інгмар Бергман (1963—1966) і Ерланд Джозефсон (1966—1975).
З Драматичної школи при театрі вийшло багато відомих режисерів та акторів, у тому числі Грета Гарбо, Макс фон Сюдов, Гуннар Бьорнстранд, Сігне Хассо, Бібі Андерссон, Пернілла Аугуст, Маргарета Крок.